# Кармні Ґріма
Кармні Ґріма (мальт. Karmni Grima; 2 лютого 1838, Арб, Мальта — 25 лютого 1922) — мальтійська селянка, що вважається свідком з'явлення Діви Марії.

## Походження
Кармні Ґріма народилася в селі Арб (острів Гоцо, Мальта) в бідній селянській родині, члени якої односельці дали колективне прізвисько ta' Pari. Батьків Кармні звали Томас Гріму та Антонія Апап, і крім неї, в родині було ще семеро дітей.

## З'явлення Діви Марії
Згідно з католицькими переказами, 22 червня 1883 року, проходячи повз каплицю, сорокап'ятирічна Кармні Ґріма почула загадковий голос: «Зайди… зайди сьогодні. Цілий рік ти не зможеш сюди повернутися». Увійшовши, вона почула той же голос, що долинав з вівтарного образу Успіння Богоматері: «Тричі прочитай „Аве Марія“ у пам'ять про трьох днях, що я провела в гробниці». Після цього Кармні захворіла і змогла знову прийти до каплиці тільки рік потому. Вона розповіла про бачення своєму духівнику Джузеппе Чефаї, а також сусідові — Франческо Портеллі. Останній відповів, що також чув цей голос, а незабаром після цього дивним чином була зцілена його мати. Після розмови з Кармні та Франческо єпископ П'єтро Паче вирішив, що явища дійсно мають божественну природу. Після цього каплиця Успіння Богоматері стала популярною серед жителів Гоцо і Мальти місцем паломництва, а явище Діви Марії було визнано «найбільш значною подією в історії єпархії».
У 1920 році на місці каплиці розпочалося будівництво церкви Діви Марії Та'Піну (вона була освячена в 1931 році, а в 1932 зведена в ранг базиліки).
Останні п'ятнадцять років життя Кармні Ґріма була прикута до ліжка, однак завдяки своїй вірі терпляче переносила страждання. 25 лютого 1922 року вона померла на 85-у році життя.

## Увічнення пам'яті

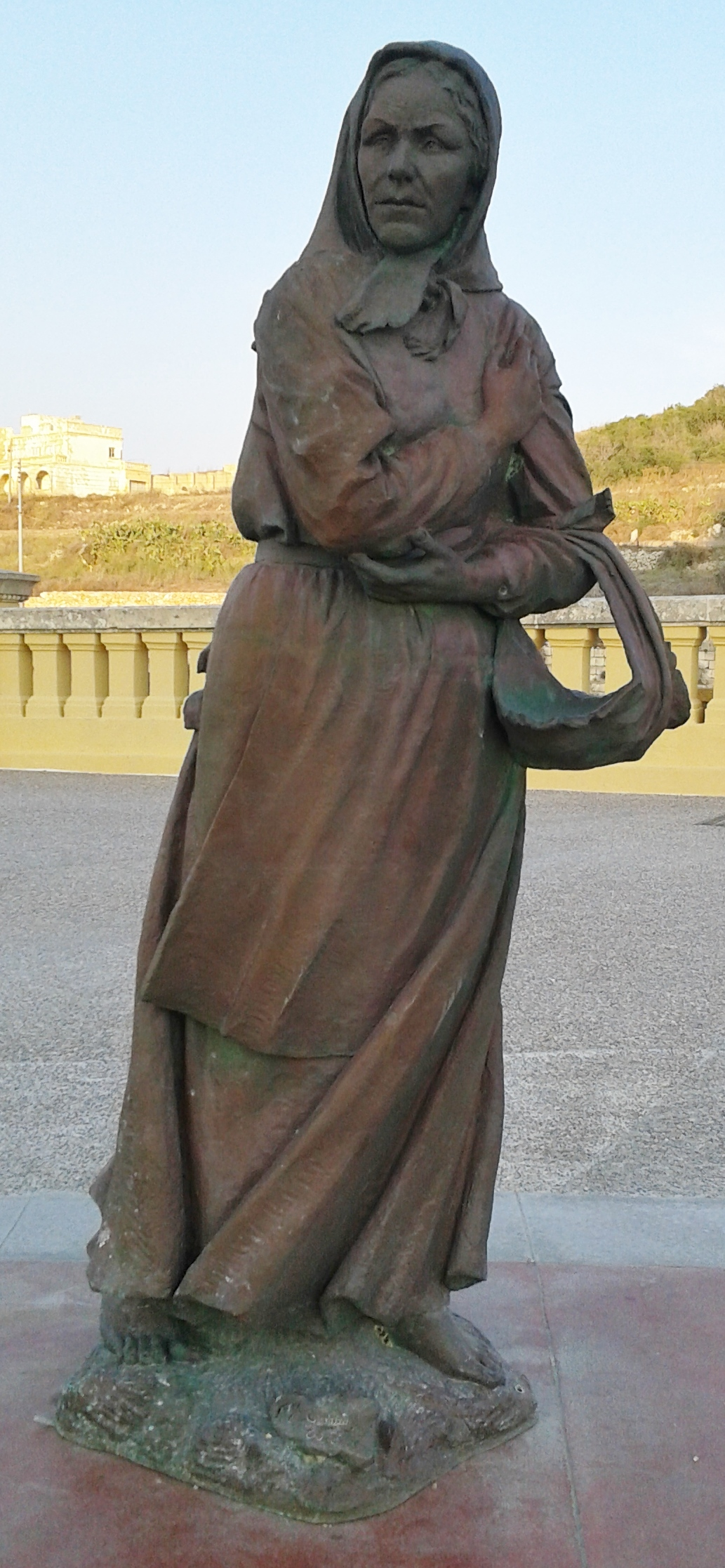
Пам'ятник Кармні Ґрімі біля базиліки Діви Марії Та'Піну

Будинок в Арбі, де жила Кармні Ґріма, перетворений на музей.
У 1993 році ім'я Кармні Ґрімі присвоєно початковій школі Гарба.
Папа Іоанн Павло II згадав Кармні Ґріма в посланні до єпископів Мальти і Гоцо від 26 серпня 1983 року, помилково назвавши її «молодою дівчиною».